# Hoffmann & Hoffmann
Hoffmann & Hoffmann sono stati un duo musicale tedesco formato dai fratelli Michael Hoffmann (nato a Karlsruhe il 3 dicembre 1950) e Günter Hoffman (nato a Karlsruhe il 4 ottobre 1951, morto a Rio de Janeiro il 15 marzo 1984).
Il duo ha rappresentato la Germania all'Eurovision Song Contest 1983 col brano Rücksicht, classificandosi al quinto posto.
Günter Hoffmann si è suicidato in Brasile all'età di 32 anni.